# Sân bay quốc tế Achmad Yani
Sân bay quốc tế Ahmad Yani, tên giao dịch quốc tế Achmad Yani International Airport (IATA: SRG, ICAO: WARS) phục vụ Semarang, Trung Java, Indonesia. Sân bay này trở thành sân bay quốc tế từ chuyến bay quốc tế đầu tiên đi Singapore do hãng Garuda Indonesia thực hiện vào tháng 3/2004.

## Các thông tin chung
- Đường băng chính: 2.680 x 45 m
- Lượng khách mỗi ngày: 1.600 đến 2.000 (2006)

## Các hãng hàng không
- AirAsia - Kuala Lumpur
- Aviastar - Bandar Lampung
- Batik Air - Jakarta
- Citilink - Jakarta
- Garuda Indonesia - Denpasar, Jakarta
- Garuda Indonesia Explore-jet - Surabaya
- Indonesia AirAsia - Singapore
- Kal Star Aviation - Bandung, Ketapang, Pangkalanbun, Pontianak, Sampit
- Lion Air - Balikpapan, Banjarmasin, Batam, Jakarta
- Nam Air - Jakarta
- SilkAir - Singapore
- Sriwijaya Air - Jakarta, Surabaya
- Susi Air - Karimunjawa
- Trigana Air Service - Pangkalanbun
- Wings Air - Bandung, Denpasar, Surabaya

## Quy hoạch tương lai
Chính quyền đảo Java có kế hoạch mở rộng sân bay vào năm 2004. Dự án đã bắt đầu năm 2005 và  sẽ kết thúc vào năm 2008. Khi dự án này hoàn thành, sân bay quốc tế Achmad Yani sẽ được nâng cấp các thiết bị.
1. Dường băng dài hơn 
Sân bay sẽ có đường băng dài 2.680 m để có thể tiếp nhận các loại máy bay Boeing 767 và Airbus A320.
2. Nhà đón khách mới và to hơn 
Sân bay sẽ có nhà ga đón khách mới, nằm tại phía bắc của nhà ga cũ. Nó chiếm diện tích 21.500 m², có khả năng nhận 2 máy bay phản lực cỡ trung và 8 máy bay phản lực cỡ nhỏ.